# Раде Крунић
Раде Крунић (Фоча, 7. октобар 1993) босанскохерцеговачки је професионални фудбалер српске народности. Висок је 184 центиметра и игра на позицији централног везног. Тренутно наступа за Црвену звезду и за сениорску репрезентацију Босне и Херцеговине.
У досадашњој каријери наступао је за клубове: ФК Сутјеска Фоча, ФК Доњи Срем, ФК Верона, ФК Борац Чачак, ФК Емполи, ФК Милан, ФК Фенербахче и ФК Црвена звезда.

## Каријера

### Клупска

#### Почетак
Раде Крунић је своју фудбалску каријеру започео 2012. године у Сутјесци у родној Фочи у којој је забележио 15 наступа и постигао 3 гола. Након једне сезоне проведене у Фочи, Крунић 2013. године потписује за Доњи Срем из Пећинаца у коме уписује 40 наступа и четири гола. Након такође једне проведене сезоне у клубу из Пећинаца, у августу 2014. године прелази у италијанску Верону из истоименог града да би непосредно након потписивања уговора отишао у шестомесечну позајмицу у Доњи Срем у којој је забележио једанаест наступа и постигао један гол. Када је Верона, у јануару 2015. године, започела свој зимски вансезонски тренинг, Крунић се није појавио а клуб није знао ништа о његовом статусу, запретила је пријавом фудбалским организацијама ФИФА-и и УЕФА-и. Доњи Срем, тим за који је наступао након позајмице из Вероне, је платио накнадне трошкове за Крунићеви одсуство.
Током јануара 2015. године, Крунић је био врло близу потписивања уговора са београдском Црвеном звездом али је трансфер пропао. Крунић је тврдио да је менаџер Стеван Стојановић, бивши голман Црвене звезде, стао у одбрану својих личних интереса указујући на то да је Црвена звезда њему нудила мање пожељан проценат у односу на Стојановића. 30. јануара 2015. године најављено је да ће се Крунић придружити екипи Борца из Чачка. Након Крунићеве промоције, његов бивши клуб Доњи Срем поднео је жалбу Фудбалском савезу Србије, критикујући га за кршење Фифиних правила у погледу подршке тиму Вероне за њихову жалбу о Крунићу.

#### ФК Емполи
На дан 30. јун 2015. године, Крунић је потписао уговор са италијанским фудбалским клубом Емполи из истоименог града. За екипу је дебитовао у Серији А у утакмици против Сасуола из истоименог града 4. октобра 2015. године у којој је Емполи са минималном предношћу од 1–0 однео победу. Свој први гол за екипу постигао је крајем октобра у победи над екипом Ђенове из истоименог града резултатом 2–0.
Свој други гол за екипу постигао је 18. фебруара 2017. године у утакмици против Лација из Рима, која је резултирала победом Емполија резултатом 2–1.
У октобру 2017. године, Крунић је продужио уговор са Емполијем до јуна 2021. године.

### Црвена Звезда
У септембру 2024. године Раде Крунић појачава Црвену Звезду својим доласком из Турског Фенербахчеа и задужује број 6.

### Репрезентативна
Крунићеву регуларност на мечевима и добре перформансе у Суперлиги Србије спознао је тренер репрезентације Босне и Херцеговине до 21 године Владо Јагодић позвавши га у мечеве квалификација за Европско првенство у фудбалу до 21 године 2015. против репрезентација Мађарске до 21 године и Аустрије до 21 године. Дебитовао је 5. септембра 2013. године на мечу против Мађарске до 21 године као резервни играч.
Први позив за наступ у сениорској репрезентацији Босне и Херцеговине добио је 3. новембра 2015. године од стране тренера Мехмеда Баждаревића за утакмицу против Републике Ирске у баражу квалификација за Европско првенство у фудбалу 2016. године.
Свој деби за сениорску репрезентацију Босне и Херцеговине остварио је 3. јуна 2016. године у утакмици против Данске када је у 89. минуту меча заменио саиграча Милана Ђурића.

## Статистика

### Клупска
Ажурирано 2. децембра 2017.
| Клуб                  | Сезона     | Лига                       | Лига    | Лига   | Куп     | Куп    | Континентална | Континентална | Укупно  | Укупно |
| Клуб                  | Сезона     | Дивизија                   | Наступи | Голови | Наступи | Голови | Наступи       | Голови        | Наступи | Голови |
| --------------------- | ---------- | -------------------------- | ------- | ------ | ------- | ------ | ------------- | ------------- | ------- | ------ |
| Сутјеска Фоча         | 2012/13.   | Прва лига Републике Српске | 15      | 3      | 3       | 0      | –             | –             | 18      | 3      |
| Доњи Срем             | 2012/13.   | Суперлига Србије           | 13      | 2      | –       | –      | –             | –             | 13      | 2      |
| Доњи Срем             | 2013/14.   | Суперлига Србије           | 27      | 2      | 2       | 0      | –             | –             | 29      | 2      |
| Доњи Срем (позајмица) | 2014/15.   | Суперлига Србије           | 11      | 1      | 1       | 0      | –             | –             | 12      | 1      |
| Доњи Срем (позајмица) | Укупно     | Укупно                     | 51      | 5      | 3       | 0      | –             | –             | 54      | 5      |
| Борац Чачак           | 2014/15.   | Суперлига Србије           | 13      | 2      | –       | –      | –             | –             | 13      | 2      |
| Емполи                | 2015/16.   | Серија А                   | 15      | 1      | 1       | 0      | –             | –             | 16      | 1      |
| Емполи                | 2016/17.   | Серија А                   | 32      | 2      | 1       | 0      | –             | –             | 33      | 2      |
| Емполи                | 2017/18.   | Серија Б                   | 15      | 2      | 0       | 0      | –             | –             | 15      | 2      |
| Емполи                | Укупно     | Укупно                     | 62      | 5      | 2       | 0      | –             | –             | 64      | 5      |
| Све укупно            | Све укупно | Све укупно                 | 141     | 15     | 8       | 0      | –             | –             | 149     | 15     |

### Репрезентативна
Ажурирано 23. марта 2023.
| Репрезентација      | Година | Наступи | Голови |
| ------------------- | ------ | ------- | ------ |
| Босна и Херцеговина |        |         |        |
| 2016                | 1      | 0       |        |
| 2017                | 2      | 0       |        |
| 2018                | 5      | 0       |        |
| 2019                | 5      | 1       |        |
| 2020                | 5      | 1       |        |
| 2021                | 5      | 0       |        |
| 2022                | 4      | 0       |        |
| 2023                | 1      | 2       |        |
| Укупно              | Укупно | 28      | 4      |

## Галерија
- Раде Крунић у дресу репрезентације Босне и Херцеговине до 21 године, меч квалификација за Европско првенство до 21 године 2015. године између Аустрије до 21 године и Босне и Херцеговине до 21 године одиграном 5. септембра 2014. године у Санкт Пелтену, у Аустрији.
- Раде Крунић у дресу репрезентације БиХ до 21 године, меч квалификација за Европско првенство до 21 године 2015. године између Аустрије до 21 године и Босне и Херцеговине до 21 године одиграном 5. септембра 2014. године у Санкт Пелтену, у Аустрији.
- Раде Крунић у дресу репрезентације БиХ до 21 године, меч квалификација за Европско првенство до 21 године 2015. године између Аустрије до 21 године и Босне и Херцеговине до 21 године одиграном 5. септембра 2014. године у Санкт Пелтену, у Аустрији.